# Anne Baring
Anne Baring (1931) es una analista junguiana.

## Biografía
Fue miembro de la International Association for Analytical Psychology hasta 2001. Ha coescrito con A. Harvey The Mystic Vision y The Divine Feminine, así como junto a Jules Cashford The Myth of the Goddess; Evolution of an Image (El mito de la Diosa. Evolución de una imagen, Ediciones Siruela, 2005). Vive cerca de Winchester, Reino Unido.

## Obras
- The One Work: A Journey Toward the Self, 1962
- The Myth of the Goddess; Evolution of an Image, 1991
- Psyche's Stories, 1992
- The Birds Who Flew Beyond Time, 1993
- The Mystic Vision (coeditado junto a Andrew Harvey), 1995
- The Divine Feminine (coeditado junto a Andrew Harvey), 1996
- A Feather In Your Heart, 2000
- Soul Power: An Agenda for a Conscious Humanity (coeditado junto a Scilla Elworthy), 2009
- The Dream of the Cosmos: A Quest for the Soul, 2013
- Messages from a Transcendent Dimension, 2013
- Divine Wisdom and the Holy Spirit. The Forgotten Feminine Face of God, 2025